# Peter Neumair
Peter Neumair (Frisinga, 9 ottobre 1950) è un ex lottatore tedesco, specialista della lotta libera, dove ha gareggiato fino al 1973 nei pesi medi, per passare dall'anno successivo ai medio-massimi.
Ha partecipato a due edizioni dei Giochi Olimpici (Monaco 1972, dove fu sesto, e Montréal 1976, dove fu eliminato al terzo turno).
Ha poi preso parte a diverse edizioni dei campionati mondiali di lotta, ottenendo come miglior piazzamento un quarto posto nel 1978 a Città del Messico.
A livello europeo vanta invece una medaglia d'argento, conquistata a Leningrado nel 1976, dove fu sconfitto solo dal sovietico Levan Tediašvili.
È stato per cinque volte consecutive (1969-1973) campione tedesco di lotta libera dei pesi medi, ed altrettante volte campione tedesco di lotta libera dei medio-massimi (1974-1976, 1978 e 1980). Ha vinto anche un titolo (1971) nella lotta greco-romana.